# Isaac Tichenor
Isaac Tichenor, ameriški odvetnik in politik, * 8. februar 1754, Newark, New Jersey, † 11. december 1838.